# East Leichhardt Dam
Der East Leichhardt Dam ist ein Stausee im Nordwesten des australischen Bundesstaates Queensland. Früher wurde er auch Lake Mary Kathleen genannt. Der Name geht auf den preußischen Entdecker Ludwig Leichhardt zurück. Der Stausee liegt am Leichhardt River East Branch, etwa 25 km östlich von Mount Isa und ca. 9 km südlich des Barkly Highway. Er beginnt unterhalb der Einmündung des Brumby Creek.
Eigentlich sollte er als Not-Brauchwasserspeicher für den Urantagebau Mary Kathleen dienen, der inzwischen aufgegeben wurde. Allerdings stellte sich heraus, dass für diese Zwecke der Corella-Stausee ausreichend war.